# Mirosław Hermaszewski
Mirosław Hermaszewski (15. září 1941 Lipniki na Volyni, nyní západní Ukrajina – 12. prosince 2022 Varšava) byl polský vojenský letec a první polský kosmonaut, 89. člověk ve vesmíru.

## Život

### Mládí a výcvik
Mirosław Hermaszewski se narodil 15. září 1941 do rodiny polských rolníků ve vesnici Lipniki, dříve ve Volyňském vojvodství v Polsku, ale v té době součástí Říšského komisariátu Ukrajina. Mirosław, nejmladší ze sedmi dětí Romana Hermaszewského a Kamily Bielawské, přežil volyňský masakr, během kterého ukrajinští nacionalisté zavraždili 19 členů jeho rodiny, včetně jeho otce. Hermaszewski sám jen o vlásek unikl smrti, když ukrajinská povstalecká armáda zaútočila na Lipniki v noci z 26. na 27. března 1943. V době masakru bylo Hermaszewskému pouhých 18 měsíců; nejmladší oběti z jeho rodiny bylo 1½ roku, zatímco nejstaršímu – jeho dědečkovi – bylo 90.
Po válce se rodina přestěhovala do Wołowa nedaleko Vratislavi. Absolvoval střední školu a následně i důstojnickou leteckou školu. Stal se členem polské komunistické strany. Školu zakončil s vyznamenáním roku 1964 a stal se z něj letec ve službách armády. V letech 1969 až 1971 studoval na letecké fakultě Akademie generálního štábu Karola Świerczewského. Ve funkci majora letectva se roku 1976 stal velitelem stíhacího pluku. Byl vybrán mezi polské adepty na kosmonauty, prošel s nimi tvrdým tréninkem v Mrągowě a Zakopaném, testy v laboratořích Vojenského útvaru leteckého zdravotnictví ve Varšavě. V prosinci 1976 se spolu s pplk. Jankowskim (záložní posádka) přestěhovali do Hvězdného městečka do týmu kosmonautů. Tady všestranný výcvik pokračoval. Osvědčil zde vynikající kondici.

### Let do vesmíru
Odstartoval z Bajkonuru v létě roku 1978 v kosmické lodi Sojuz 30 pod velením sovětského kosmonauta Pjotra Iljiče Klimuka. Měl funkci kosmonaut-výzkumník. Na týden se připojili k orbitální stanici Saljut 6, kde již byla napojena loď Sojuz 29 s posádkou Vladimir Kovaljonok a Alexandr Ivančenkov. Všichni čtyři kosmonauti plnili zadaný program experimentů a výzkumů připravený v rámci mezinárodního programu Interkosmos. Poté se loď Sojuz 30 s Klimukem a Hermaszevským odpojila a přistála na území Kazachstánu, 300 km od Celinogradu.
- Sojuz 30, Saljut 6, (27. červen 1978 – 5. červenec 1978)

### Po letu
Po úspěšném letu následovala řada vyznamenání, slavnostních setkání, v roce 1982 byl např. v Dubrovníku na astronautickém kongresu. V roce 1982 ukončil studium na Akademii generálního štábu SSSR a stal se členem Vojenské rady národní záchrany (vládla Polsku během stanného práva). V roce 1988 povýšil do hodnosti brigádního generála u letectva. Byl ženatý a měl dvě děti.
V roce 2001 kandidoval ve volbách do Senátu a o 4 roky později do Sejmu za Svaz demokratické levice (SLD), ani jeden z mandátů nezískal. V roce 2002 ale byl zvolen členem zastupitelstva regionu Mazowieckie. V roce 2014 měl za SLD kandidovat také do Evropského parlamentu, nakonec se ale rozhodl se voleb nezúčastnit, protože za Právo a spravedlnost, politickou stranu z druhé části politického spektra, kandidoval jeho zeť Ryszard Czarnecki (a byl zvolen europoslancem).
Zemřel 12: prosince 2022 ve varšavské nemocnici, kde podlehl komplikacím po operaci, kterou podstoupil téhož dne.